# Anquetierville
Anquetierville est une commune française située dans le département de la Seine-Maritime en région Normandie.

## Géographie

### Localisation
Commune du pays de Caux située dans le canton de Notre-Dame-de-Gravenchon.

### Hydrographie
La commune est située dans le bassin Seine-Normandie. Elle n'est drainée par aucun cours d'eau.

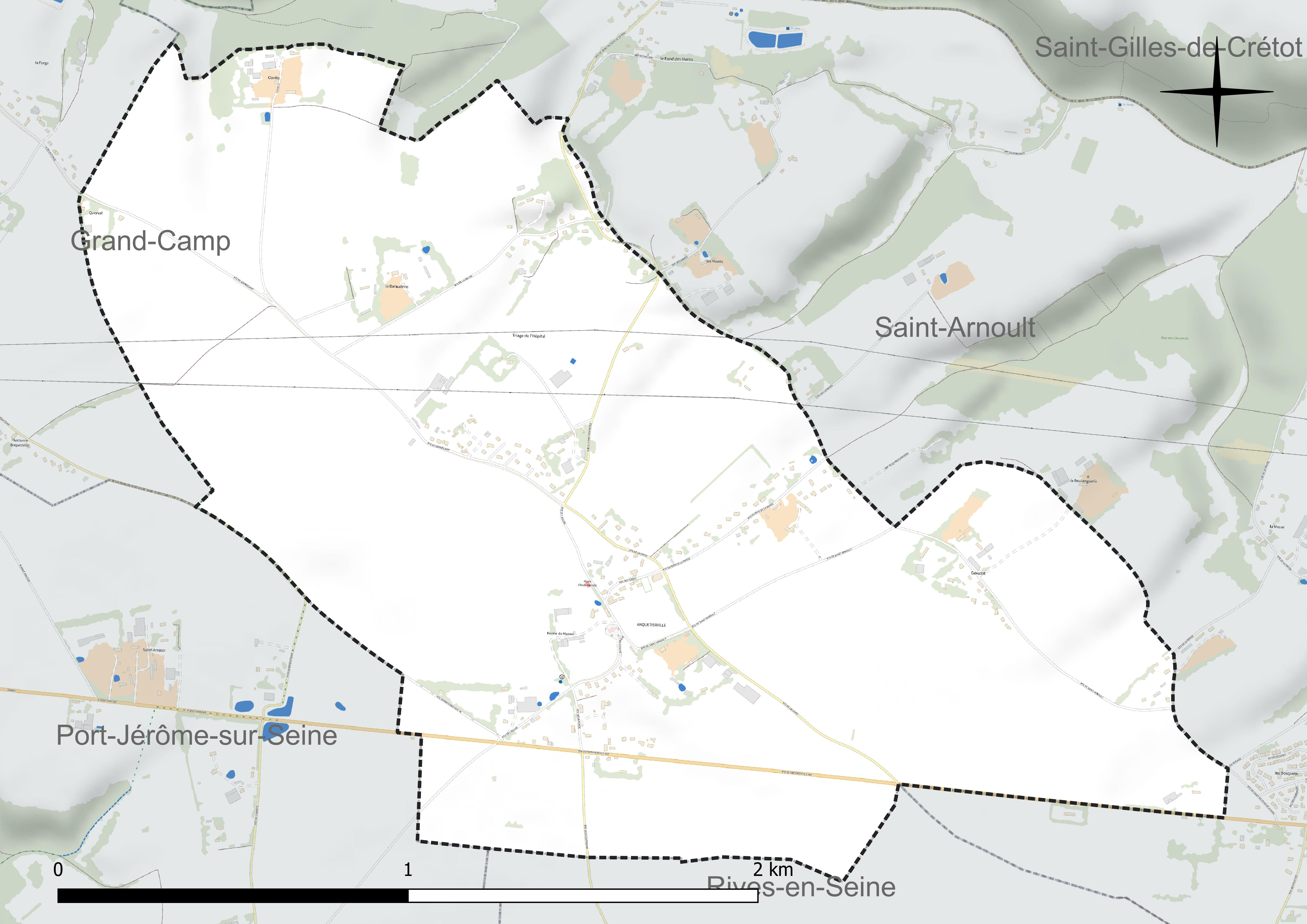
Réseau hydrographique d'Anquetierville.

### Climat
Pour des articles plus généraux, voir Climat de la Normandie et Climat de la Seine-Maritime.
En 2010, le climat de la commune est de type climat océanique franc, selon une étude du CNRS s'appuyant sur une série de données couvrant la période 1971-2000. En 2020, Météo-France publie une typologie des climats de la France métropolitaine dans laquelle la commune est exposée à un climat océanique et est dans la région climatique Côtes de la Manche orientale, caractérisée par un faible ensoleillement (1 550 h/an) ; forte humidité de l’air (plus de 20 h/jour avec humidité relative > 80 % en hiver), vents forts fréquents. Parallèlement le GIEC normand, un groupe régional d’experts sur le climat, différencie quant à lui, dans une étude de 2020, trois grands types de climats pour la région Normandie, nuancés à une échelle plus fine par les facteurs géographiques locaux. La commune est, selon ce zonage, exposée à un « climat maritime », correspondant au Pays de Caux, frais, humide et pluvieux, légèrement plus frais que dans le Cotentin.
Pour la période 1971-2000, la température annuelle moyenne est de 10,4 °C, avec une amplitude thermique annuelle de 13,6 °C. Le cumul annuel moyen de précipitations est de 935 mm, avec 13,1 jours de précipitations en janvier et 8,5 jours en juillet. Pour la période 1991-2020, la température moyenne annuelle observée sur la station météorologique la plus proche, située sur la commune de Petiville à 9 km à vol d'oiseau, est de 12,0 °C et le cumul annuel moyen de précipitations est de 844,9 mm,. Pour l'avenir, les paramètres climatiques de la commune estimés pour 2050 selon différents scénarios d’émission de gaz à effet de serre sont consultables sur un site dédié publié par Météo-France en novembre 2022.

## Urbanisme

### Typologie
Au 1er janvier 2024, Anquetierville est catégorisée commune rurale à habitat dispersé, selon la nouvelle grille communale de densité à sept niveaux définie par l'Insee en 2022.
Elle est située hors unité urbaine. Par ailleurs la commune fait partie de l'aire d'attraction de Lillebonne, dont elle est une commune de la couronne,. Cette aire, qui regroupe 6 communes, est catégorisée dans les aires de moins de 50 000 habitants,.

### Occupation des sols
L'occupation des sols de la commune, telle qu'elle ressort de la base de données européenne d’occupation biophysique des sols Corine Land Cover (CLC), est marquée par l'importance des territoires agricoles (99,7 % en 2018), une proportion identique à celle de 1990 (99,7 %). La répartition détaillée en 2018 est la suivante : 
terres arables (68,8 %), prairies (17,6 %), zones agricoles hétérogènes (13,4 %), forêts (0,2 %). L'évolution de l’occupation des sols de la commune et de ses infrastructures peut être observée sur les différentes représentations cartographiques du territoire : la carte de Cassini (XVIIIe siècle), la carte d'état-major (1820-1866) et les cartes ou photos aériennes de l'IGN pour la période actuelle (1950 à aujourd'hui).

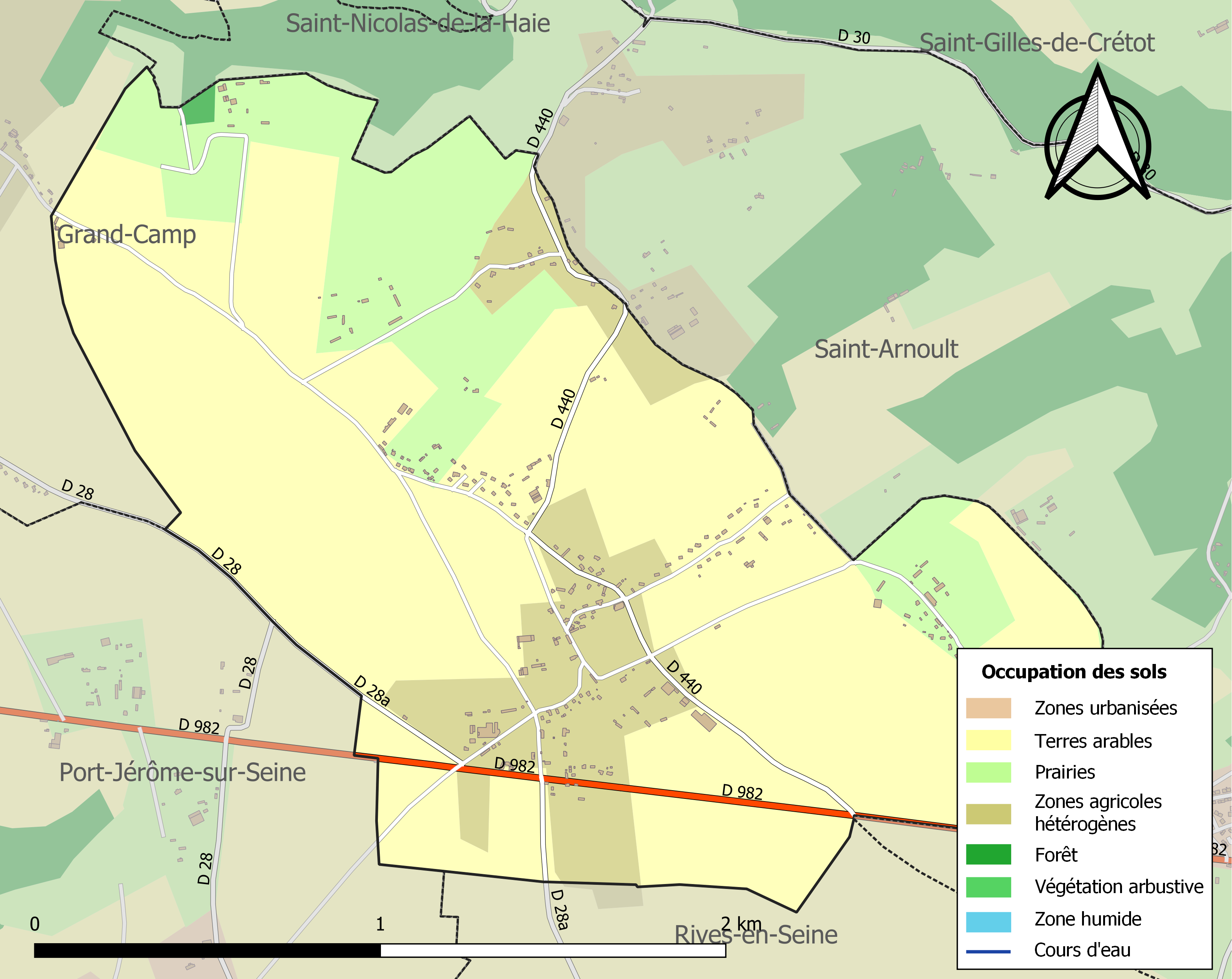
Carte des infrastructures et de l'occupation des sols de la commune en 2018 (CLC).

### Logement
En 2018, le nombre total de logements dans la commune était de 137, alors qu'il était de 131 en 2013 et de 132 en 2008.
Parmi ces logements, 94,9 % étaient des résidences principales, 2,2 % des résidences secondaires et 2,9 % des logements vacants. Ces logements étaient pour 99,3 % d'entre eux des maisons individuelles et pour 0,7 % des appartements.
Le tableau ci-dessous présente la typologie des logements à Anquetierville en 2018 en comparaison avec celle de la Seine-Maritime et de la France entière. Une caractéristique marquante du parc de logements est ainsi une proportion de résidences secondaires et logements occasionnels (2,2 %) inférieure à celle du département (3,9 %) mais supérieure à celle de la France entière (9,7 %). Concernant le statut d'occupation de ces logements, 93,1 % des habitants de la commune sont propriétaires de leur logement (91,9 % en 2013), contre 53 % pour la Seine-Maritime et 57,5 pour la France entière.
| Typologie                                               | Anquetierville | Seine-Maritime | France entière |
| ------------------------------------------------------- | -------------- | -------------- | -------------- |
| Résidences principales (en %)                           | 94,9           | 88             | 82,1           |
| Résidences secondaires et logements occasionnels (en %) | 2,2            | 3,9            | 9,7            |
| Logements vacants (en %)                                | 2,9            | 8,1            | 8,2            |

## Toponymie
Le nom de la localité est attesté sous les formes Ansketelvilla en 1180; Redecimam de Anketevilla entre 1181 et 1189; Ansketiervilla entre 1183 et 1208; Anqueteuvilla en 1223; de Anquetiervilla en 1229; de Ansquetiervilla entre 1263 et 1279; de Anskeville en 1229; de Ausquetreville en 1258; Notre Dame d'Anquetierville en 1496 et en 1328; Parrochia Sanctae Mariae de Anquetrevilla en 1274; Anquetiervilla super Caudebec en 1337; Anquetierville sus Caudebec entre 1319 et 1471; d'Anctiervilla en 1564; Notre Dame d'Anctierville en 1586; Antierville en 1688; Angueterville en 1619; Notre Dame d'Anquierville en 1673; Antierville en 1691 et 1696; Antierville en 1715 (Frémont); Anquetierville en 1757 (Cassini).
Signification du nom : voir Ancretteville-sur-Mer.

## Politique et administration
| Période                                  | Période                    | Identité              | Étiquette | Qualité                                  |
| ---------------------------------------- | -------------------------- | --------------------- | --------- | ---------------------------------------- |
| Les données manquantes sont à compléter. |                            |                       |           |                                          |
| 1852                                     |                            | Jean-Baptiste Messier |           |                                          |
| 1881                                     |                            | Messier               |           |                                          |
| mars 2001                                | En cours (au 11 août 2020) | Didier Féron          | DVD       | Retraité Réélu pour le mandat 2020-2026, |

## Population et société

### Démographie

#### Évolution démographique
L'évolution du nombre d'habitants est connue à travers les recensements de la population effectués dans la commune depuis 1793. Pour les communes de moins de 10 000 habitants, une enquête de recensement portant sur toute la population est réalisée tous les cinq ans, les populations de référence des années intermédiaires étant quant à elles estimées par interpolation ou extrapolation. Pour la commune, le premier recensement exhaustif entrant dans le cadre du nouveau dispositif a été réalisé en 2008.

En 2022, la commune comptait 329 habitants, en évolution de −4,91 % par rapport à 2016 (Seine-Maritime : +0,35 %, France hors Mayotte : +2,11 %).
| 1793 | 1800 | 1806 | 1821 | 1831 | 1836 | 1841 | 1846 | 1851 |
| ---- | ---- | ---- | ---- | ---- | ---- | ---- | ---- | ---- |
| 257  | 246  | 274  | 231  | 283  | 276  | 249  | 247  | 225  |

| 1856 | 1861 | 1866 | 1872 | 1876 | 1881 | 1886 | 1891 | 1896 |
| ---- | ---- | ---- | ---- | ---- | ---- | ---- | ---- | ---- |
| 208  | 205  | 190  | 179  | 200  | 220  | 234  | 219  | 225  |

| 1901 | 1906 | 1911 | 1921 | 1926 | 1931 | 1936 | 1946 | 1954 |
| ---- | ---- | ---- | ---- | ---- | ---- | ---- | ---- | ---- |
| 188  | 191  | 171  | 182  | 181  | 199  | 186  | 210  | 186  |

| 1962 | 1968 | 1975 | 1982 | 1990 | 1999 | 2006 | 2008 | 2013 |
| ---- | ---- | ---- | ---- | ---- | ---- | ---- | ---- | ---- |
| 195  | 212  | 215  | 258  | 361  | 337  | 359  | 365  | 352  |

| 2018 | 2022 | - | - | - | - | - | - | - |
| ---- | ---- | - | - | - | - | - | - | - |
| 336  | 329  | - | - | - | - | - | - | - |

#### Pyramide des âges
En 2018, le taux de personnes d'un âge inférieur à 30 ans s'élève à 35,7 %, soit en dessous de la moyenne départementale (36,5 %). De même, le taux de personnes d'âge supérieur à 60 ans est de 20,3 % la même année, alors qu'il est de 26,0 % au niveau départemental.
En 2018, la commune comptait 177 hommes pour 159 femmes, soit un taux de 52,68 % d'hommes, largement supérieur au taux départemental (48,10 %).
Les pyramides des âges de la commune et du département s'établissent comme suit.
| Hommes | Classe d’âge | Femmes |
| ------ | ------------ | ------ |
| 0,0    | 90 ou +      | 0,0    |
| 3,4    | 75-89 ans    | 3,8    |
| 15,3   | 60-74 ans    | 18,2   |
| 26,0   | 45-59 ans    | 23,3   |
| 18,6   | 30-44 ans    | 20,1   |
| 18,6   | 15-29 ans    | 13,2   |
| 18,1   | 0-14 ans     | 21,4   |

| Hommes | Classe d’âge | Femmes |
| ------ | ------------ | ------ |
| 0,7    | 90 ou +      | 1,8    |
| 6,7    | 75-89 ans    | 9,6    |
| 16,7   | 60-74 ans    | 18     |
| 19,4   | 45-59 ans    | 19     |
| 18,5   | 30-44 ans    | 17,5   |
| 19,2   | 15-29 ans    | 17,4   |
| 18,9   | 0-14 ans     | 16,7   |

## Culture locale et patrimoine

### Lieux et monuments

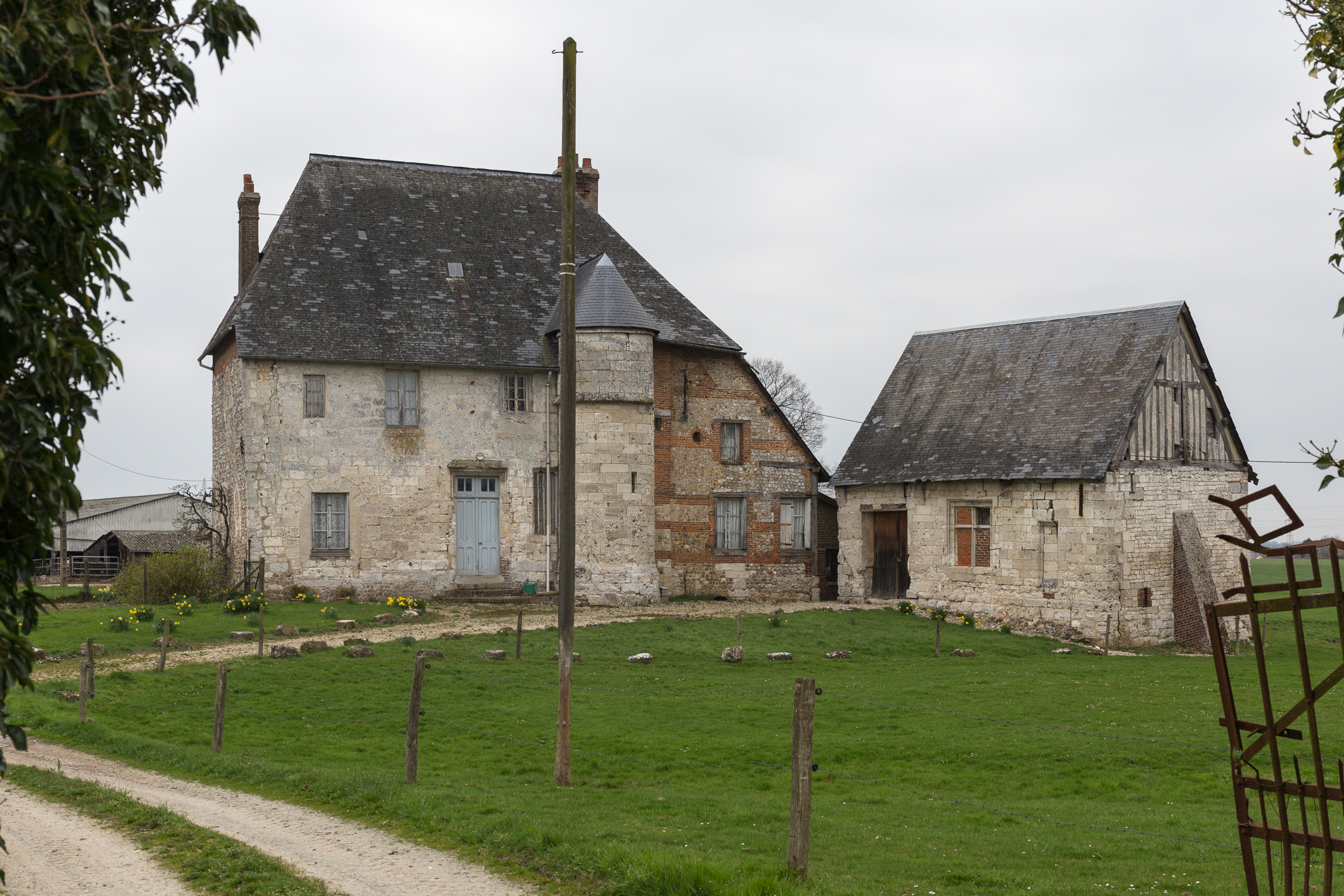
Manoir du XVe siècle, situé route de l'Église.
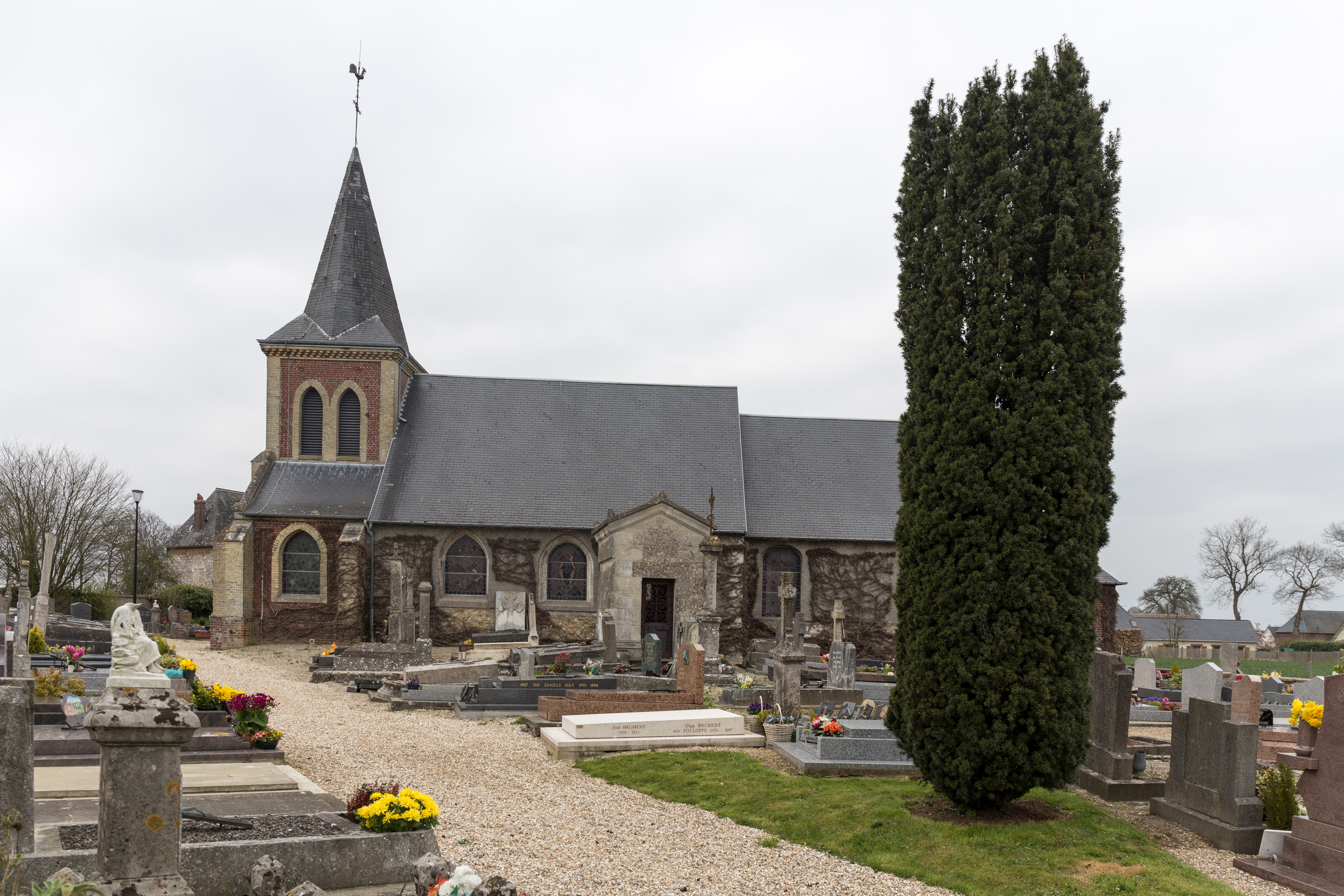
Église Saint-Amand.
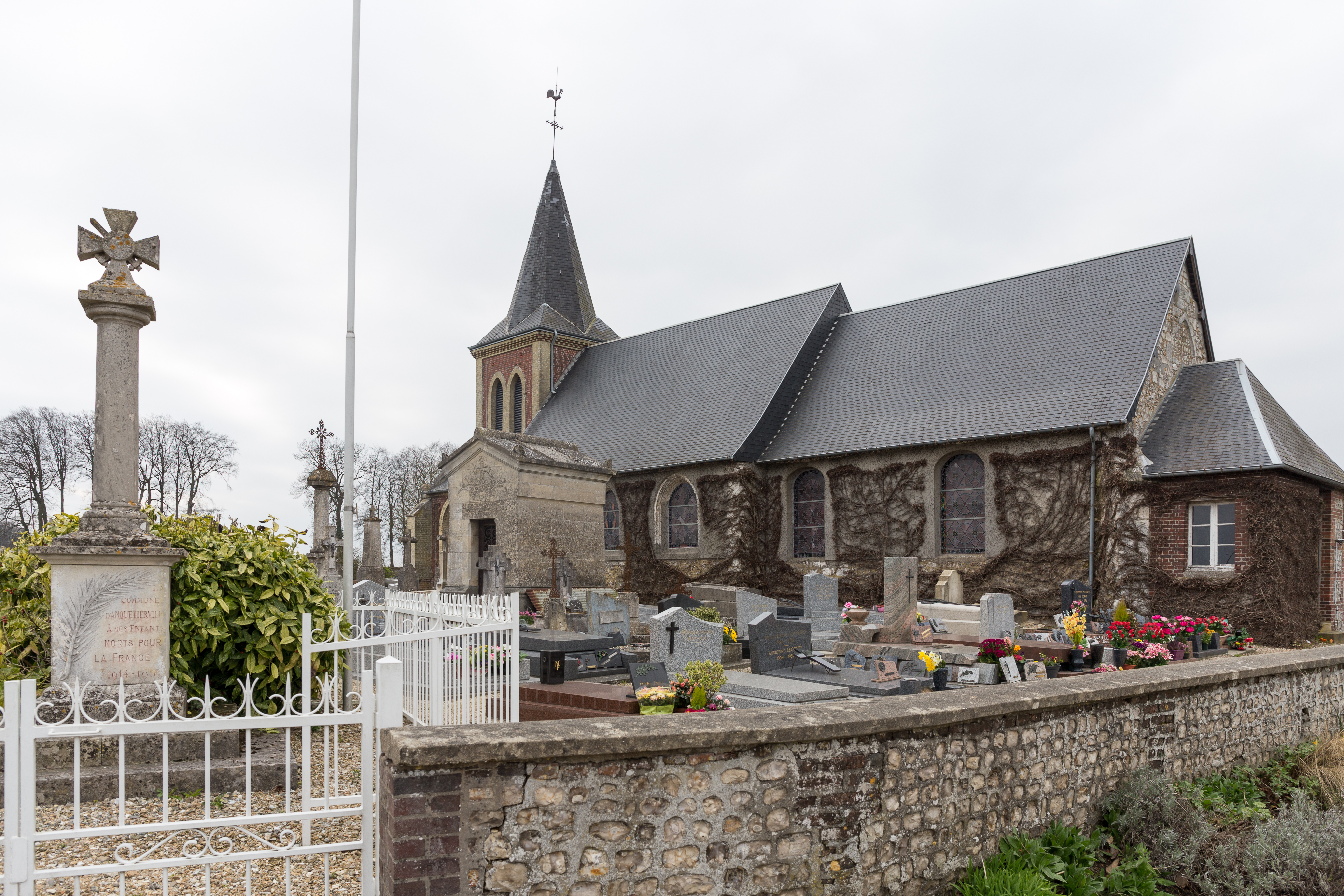
L'église Saint-Amand et le monument aux morts.